# Introspektion
Introspektion är en psykologisk terapeutisk teknik. Den innebär att iaktta sina egna erfarenheter och därigenom försöka förstå en liknande händelse. Själviakttagelse, speciellt av sådant som pågår i det egna medvetandet, till exempel hur man upplever, uppfattar och reagerar på sig själv och sin omgivning.